# Colonia Doctor Esteban Martínez
Colonia Doctor Esteban Martínez är en ort i Mexiko.   Den ligger i kommunen Frontera och delstaten Coahuila, i den centrala delen av landet, 900 km norr om huvudstaden Mexico City. Colonia Doctor Esteban Martínez ligger 546 meter över havet och antalet invånare är 112.
Terrängen runt Colonia Doctor Esteban Martínez är platt, och sluttar norrut. Runt Colonia Doctor Esteban Martínez är det ganska tätbefolkat, med 149 invånare per kvadratkilometer. Närmaste större samhälle är Monclova, 9,4 km sydost om Colonia Doctor Esteban Martínez. Omgivningarna runt Colonia Doctor Esteban Martínez är i huvudsak ett öppet busklandskap.